# Laelia (bướm đêm)
Laelia là một chi bướm đêm thuộc họ Erebidae.

## Các loài
- Laelia actuosa  Hering, 1926
- Laelia acuta (Snellen, 1881)
- Laelia adalia  Swinhoe, 1900
- Laelia aegra  Hering, 1926
- Laelia amabilis  Aurivillius, 1879
- Laelia amaura  Hering, 1926
- Laelia amaurotera  Collenette, 1932
- Laelia anamesa  Collenette, 1934
- Laelia andricela  Collenette, 1936
- Laelia atestacea  Hampson, [1893] (repl.)
- Laelia aureus  Janse, 1915
- Laelia barsineides (Holland, 1893)
- Laelia basibrunnea (Holland, 1893)
- Laelia bethuneana  Strand, 1914
- Laelia bifascia  Hampson, 1905
- Laelia bilati  Dufrane, 1940
- Laelia bonaberiensis (Strand, 1915)
- Laelia buana (Moore, 1859)
- Laelia buruana (Holland, 1900)
- Laelia calamaria  Hampson, 1900
- Laelia cardinalis  Hampson, [1893]
- Laelia clarki  Janse, 1915
- Laelia coenosa (Hübner, [1808])
- Laelia colon (Hampson, 1891)
- Laelia conioptera  Collenette, 1936
- Laelia dabano  Collenette, 1934
- Laelia devestita (Walker, 1865)
- Laelia dochmia  Collenette, 1961
- Laelia eos  Hering, 1926
- Laelia erythrobaphes  Collenette, 1934
- Laelia eutricha  Collenette, 1931
- Laelia exclamationis (Kollar, 1848)
- Laelia extrema  Hering, 1926
- Laelia farinosa  Röber, 1925
- Laelia fasciata (Moore, [1883])
- Laelia figlina  Distant, 1899
- Laelia flandria  Collenette, 1937
- Laelia fracta  Schaus & Clemens, 1893
- Laelia furva  Turner, 1931
- Laelia gigantea  Butler, 1885
- Laelia gwelila (Swinhoe, 1903)
- Laelia haematica  Hampson, 1905
- Laelia heringi  Schultze, 1934
- Laelia heterogyna  Hampson, [1893]
- Laelia hodopoea  Collenette, 1955
- Laelia hypoleucis  Holland, 1893
- Laelia janeschi  Hering, 1926
- Laelia japonibia  Strand, 1911
- Laelia juvenis (Walker, 1855)
- Laelia lavia  Swinhoe, 1903
- Laelia leucolepis  Mabille, 1897
- Laelia lignicolor  Holland, 1893
- Laelia lilacina  Moore, 1884
- Laelia litura (Walker, 1855)
- Laelia lophietes  Collenette, 1932
- Laelia lutulenta  Collenette, 1960
- Laelia marginepunctata  Bethune-Baker, 1908
- Laelia mesoxantha  Hering, 1926
- Laelia monoscola  Collenette, 1934
- Laelia municipalis  Distant, 1897
- Laelia nebrodes  Collenette, 1947
- Laelia nigripulverea  Janse, 1915
- Laelia obsoleta (Fabricius, 1793)
- Laelia ocellata  Holland, 1893
- Laelia ochripalpis  Strand, 1914
- Laelia omissa (Holland, 1893)
- Laelia ordinata (Karsch, 1895)
- Laelia orthra  Collenette, 1936
- Laelia paetula (Hering, 1926)
- Laelia pallida  Moore, 1884
- Laelia pantana  Collenette, 1938
- Laelia perbrunnea  Hampson, 1910
- Laelia phaeobalia  Collenette, 1932
- Laelia phillipinensis  Collenette, 1934
- Laelia polia  Collenette, 1936
- Laelia prolata  Swinhoe, 1892
- Laelia punctulata (Butler, 1875)
- Laelia pyrrhothrix  Collenette, 1938
- Laelia rhodea  Collenette, 1947
- Laelia rivularis  Hampson, 1910
- Laelia robusta  Janse, 1915
- Laelia rogersi  Bethune-Baker, 1913
- Laelia rufolavia  Hering, 1928
- Laelia siga  Hering, 1926
- Laelia somalica  Collenette, 1931
- Laelia stigmatica (Holland, 1893)
- Laelia straminea  Hampson, 1910
- Laelia striata  Wileman, 1910
- Laelia subrosea (Walker, 1855)
- Laelia subviridis  Janse, 1915
- Laelia suffusa (Walker, 1855)
- Laelia swinnyi  Janse, 1915
- Laelia testacea (Moore, 1879) (replaced)
- Laelia turneri  Collenette, 1934
- Laelia umbrina (Moore, 1888)
- Laelia unicoloris  van Eecke, 1928
- Laelia uniformis  Hampson, 1891
- Laelia venosa  Moore, 1877